# Очеретянка (Черняхівська селищна громада)
Очеретя́нка (до 1946 — Воров) — село у Україні, у Житомирському районі Житомирської області, входить до складу Черняхівської селищної громади.

## Географія
Село Очеретянка розташоване понад шосейною дорогою Малин-Житомир. Село розділяє на дві частини річка Очеретянка. З районним та обласним центром сполучає автобусна лінія. Найближча залізнична станція с. Топорище знаходиться на відстані 3 км, віддаль до центру громади Черняхова — 6 км, до обласного центру Житомира — 31 км.
В селі Очеретянка нараховується 128 дворів з чисельністю населення 294 жителі. На території сільської ради 1,6 тис. га сільськогосподарських угідь, утому числі 1,3 тис. га орної землі.

## Історія
Назву Очеретянка село одержало в 1946 році від річки, де колись були великі зарослі очерету. До перейменування воно називалось Воров.
Про походження назви Воров існує в народі дві легенди. Одна з них говорить, що наші предки в минулому займались виготовленням ворохів (мішків). Друга легенда говорить, що колись на території села Ворова росли дрімучі ліси, ніяких поселень не було. А з села Бежів поміщик за кражу вислав вора-кріпака в дрімучий ліс, де побудував йому землянку. Коло його оселились інші селяни кріпаки і так з роками це населення розширилось і почало називатись Воров.
Про походження села Рудня є така легенда, що село називається Рудня тому, що коло річки Очеретянка, де нині побудовано, наші предки виплавляли залізну руду. Село Рудня згадується в 1641 році. В селі в наш час[коли?] нараховується 32 двори, 66 жителів, переважна більшість жителів пенсіонери. Від села до сільської ради відстань становить 2 км. До міста Житомира залізницею 40 км, шосейним шляхом 38 км. На території села Рудня працює кар'єр «Віка», по видобуванню лабрадориту.
Понад селом Очеретянка проходив старий шлях з Петербурга через Київ на Москву. Відомо, що цим шляхом проїжджала цариця Катерина II.
В період кріпаччини село належало Антону Куровському, який як говорять легенди був жорстокий кріпосник.
Реформа 1861 хоч формально і звільнила селян від пана, але кожен селянин повинен був за десятину землі заплатити 35 карбованців. З наявних 492 десятин мирської землі, 350 десятин у 1884 році скупив сільський багач Степан Забродський. А він більшу частину цієї землі віддав в оренду, а останню обробляли наймити. Крім землі в своєму господарстві він мав 120 корів, 60-70 свиней, отару овець, вирощував хміль, мав хмелесушку. На сучасний лад це був великий фермер.
В 1906 році в селі Ворові Бежівської волості, Волинської губернії проживало 608 чоловік, а в селі Рудні Воровській налічувалось 27 дворів, де проживало 152 чоловіки.
В період Столипінської реформи найкращі землі віддавались хуторянам, які на них селились. А селянам, хто не мав за що будуватись, лишались не родючі заболочені землі.
До 1913 року у селі Ворові нараховувалось лише 5 чоловік, які вміли розписатися. Але вже в 1913 році в селі відкривається однокласне училище, яке знаходилось в хаті селянина Семена Ганчука.
Радянська окупація розпочалась в 1918 році.
У період Визвольних змагань на території сіл Ворова і Воровської Рудні велись часті сутички між військами різних угруповань.
В 1921 році розмір посівної площі у Ворові становив 453 десятини. З цього часу в селі створюється комнезам, головою якого вибирається Дмитро Ковтонюк.
7 жовтня 1926 року організовується машинове товариство, яке налічувало 33 чоловіки. На той час у селі було 5 членів сільської Ради, 3 члени КП (б) У, два члени профспілки.
В 1930 році на базі машинового товариства у с. Ворові була створена с/г артіль ім. Воровського (головою артілі було обрано сільського бідняка Мельничука Павла Григоровича, 1898 року народження, безпартійного). В артіль спочатку увійшли 12 бідняцьких господарств: Уляни Денисенко, Андрія Мельниченка, Степана Шелігацького, Насті Будник, Павла Мельничука та інших. Артіль, створена у Воровській Рудні. була названа іменем Будьонного.
До 1933 року колгоспні землі оброблялись тільки кіньми. А пізніше на полях почали працювати трактори. Першою трактористкою була сільська дівчина Ніна Забродська.
В голодний 1933 рік померло з голоду 83 чоловіки, у тому числі 29 дітей.
З 1930 по 1940 роки в селі Воров збудовано: школу-семирічку, де навчалось 300 учнів, господарські будівлі, сільський клуб, магазин. В 1937 репресовано 8 чоловік.
В липні 1941 року село Воров і Рудня Воровська були окуповані німецько-нацистськими військами. Звільнені 29 грудня 1943 року.
У Німецько-радянській війні з Очеретянської сільської Ради брало участь 98 жителів, з них 59 загинуло, 74 нагороджено бойовими орденами і медалями.
Довгі післявоєнні роки працював головою колгоспу ім. Воровського житель села Рудні Очеретянської, учасник Німецько-радянської війни Дідківський Михайло Федорович, агрономом колгоспу був також ветеран війни Вакулович Ілля Каленикович.
В селі працюють неповна середня школа, де 10 вчителів навчають 144 учні, Будинок культури на 300 місць, бібліотека, медпункт, поштове відділення, два магазини, майстерня побутового обслуговування.
За трудові успіхи 40 очеретянців нагороджено орденами й медалями.

## Відомі люди
На даний час в селі проживає два учасники бойових дій, два інваліди Німецько-радянської війни, тридцять сім учасників війни.
В селі Очеретянка проживають славні родини: Забродської Лідії Дмитрівни, яка 25 років свого життя присвятила населенню села і сільській громаді на посаді сільського голови.
Салімонович Любові Василівни, відмінник освіти України, на освітянській ниві пропрацювала 30 років, вийшовши на пенсію продовжує працювати і виховувати підростаюче покоління.
Безпалюк Микола Лук'янович, пенсіонер. Працює механізатором, комбайнером. За трудові заслуги нагороджений орденом Трудового Червоного Прапора.
Боброва Валентина Трохимівна, на даний час пенсіонер. Працювала завідувачкою медичного пункту с. Очеретянка . Стаж роботи 40 років. За трудові заслуги нагороджена медаллю Ветеран праці.